# Spring Lola

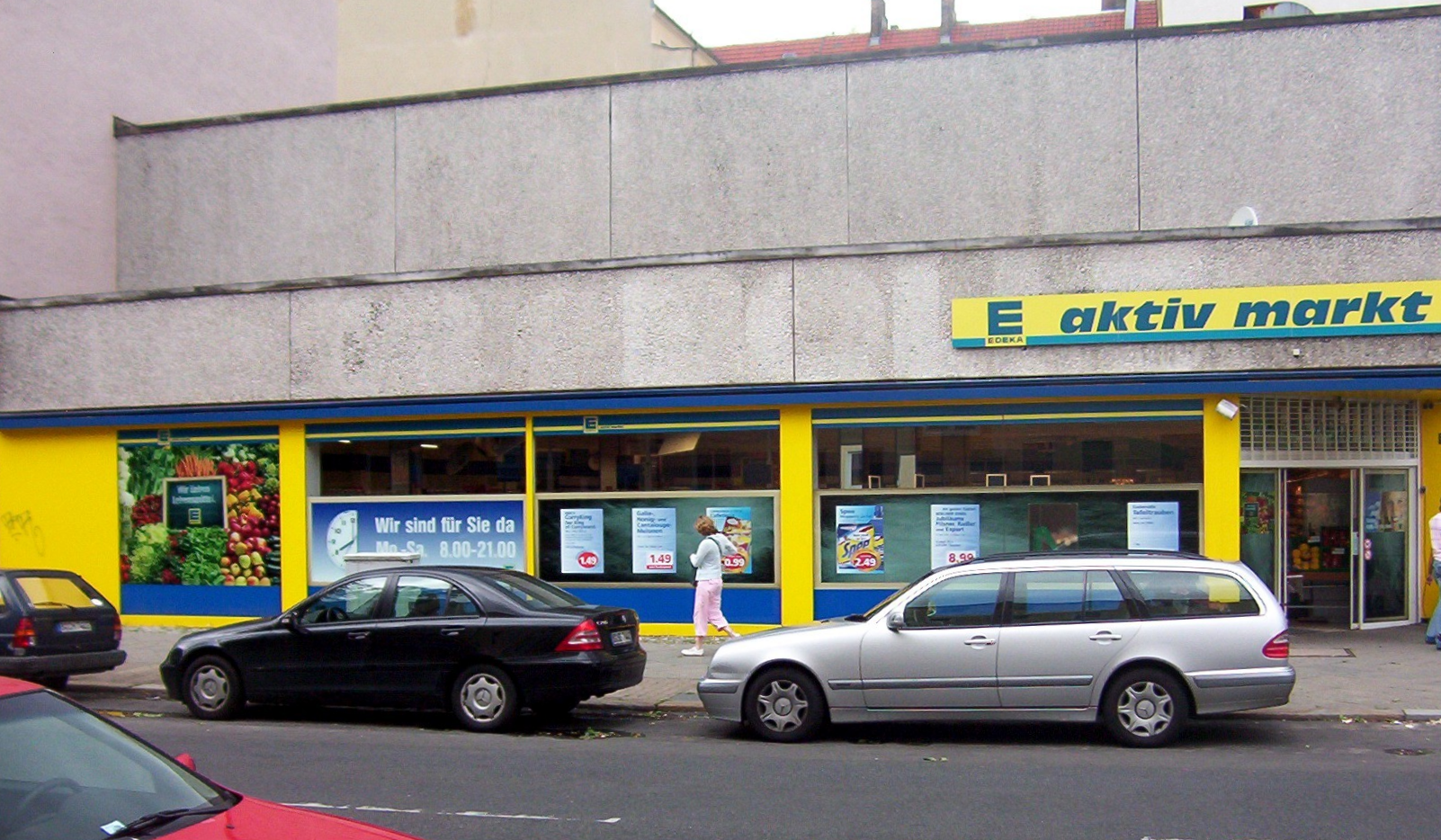
Filmens matbutik, i filmen har den namnet "Bolle".

Spring Lola (originaltitel: Lola rennt) är en tysk thrillerfilm från 1998 i regi av Tom Tykwer. Filmens intrig är inspirerad av Ödets nyck från 1987 av Krzysztof Kieślowski, som visar tre möjliga scenarion när huvudpersonen springer för att hinna med ett tåg.

## Handling
Lolas (Franka Potente) pojkvän har hamnat i problem med maffian och Lola har 20 minuter på sig att skaffa fram de pengar som kan rädda honom.
Filmen utspelar sig i Berlin. Manni (Moritz Bleibtreu), Lolas pojkvän, som arbetar som pengakurir åt en biltjuv, glömmer kvar en plastpåse med 100 000 D-mark på tunnelbanan. Han har 20 minuter på sig att få tag i pengarna innan uppdragsgivaren kommer för att hämta dem. 20 minuter för Lola att hjälpa sin pojkvän ur knipan. I ett rasande tempo följer åskådaren hur Lola försöker få tag i pengarna. Hon ränner på gatorna till en bank där hennes far är chef för att be om pengar. När han säger nej rånar Manni och Lola en matbutik och när de flyr blir Lola av misstag skjuten av en polis. 
Medan hon dör börjar filmen om från början. Filmen hoppar tillbaka till telefonsamtalet med Manni och hon försöker igen att få pengar av sin far. En detalj är dock annorlunda och leder till ett helt annat händelseförlopp, som slutar med att hon med vapenvåld rånar sin fars bank. Hon ger pengarna till Manni, men han blir överkörd av en ambulans när han går över gatan. 
Filmen börjar för tredje gången. Lola kommer till banken men ser sin far åka iväg. Hon springer genom staden och ber gud om hjälp. I ett kasino sätter hon sina sista 100 D-mark två gånger i följd på 20 i roulette, vinner och springer till Manni. Han har under tiden fått tillbaka sina pengar från en hemlös som tog med dem från tunnelbanan. Situationen är räddad. Filmen slutar med att Manni frågar Lola om hon sprungit och vad hon har i väskan. Filmen har överlag fått mycket god kritik och även vunnit ett flertal priser.

## Rollista
- Franka Potente – Lola
- Moritz Bleibtreu – Manni
- Herbert Knaup – Lolas far
- Nina Petri – Frau Hansen
- Armin Rohde – Herr Schuster
- Joachim Król – Norbert von Au
- Ludger Pistor – Herr Meier
- Suzanne von Borsody – Frau Jäger
- Sebastian Schipper – Mike
- Julia Lindig – Doris
- Lars Rudolph – Herr Kruse
- Ute Lubosch – Mama
- Monica Bleibtreu – den blinda kvinnan
- Heino Ferch – Ronnie
- Hans Paetsch – berättarröst